# Den sista striden (film)
Den sista striden är en fransk postapokalyptisk science fiction-film från 1983.

## Handling
Handlingen utspelar sig efter en okänd världskatastrof som gjort alla människor stumma. En ensam man (spelad av Pierre Jolivet) kämpar för att överleva i ett mycket glest befolkat land. Han reparerar ett ultralätt flygplan med hjälp av stulna och upphittade delar från bilmotorer och ger sig av från sin improviserade boning i ett ökenlandskap till en ruinstad där han möter en doktor (Jean Bouise) som blir hans vän. Deras samvaro hotas dock av en brutal skurk (Jean Reno).

## Om filmen
Den sista striden är regissören och manusförfattaren Luc Bessons första långfilm. Den är en svartvit film och är ovanlig såtillvida att den inte har någon talad dialog.